# Mapudungun (sprog)
Mapudungun (af mapu = "jord" + dungun = "sprog") er det sprog, som mapuchefolket taler. Sproget kendes også under betegnelserne mapudungu, mapusdugun, mapuche (hvad der er en fejl) og arakanisk (hvad der er en fornærmelse). Det er et araukansk sprog, der tales i det mellemste Chile og et tilgrænsende område af det vestlige Argentina. Ca. 440.000 mennesker forstår sproget, og ca. 275.000 bruger det i deres hverdag (200.000 i Chile og 75.000 i Argentina).
Mapudungun har flere dialekter. I Argentina er det pewenche (neuquén), moluche eller nguluche (der tales fra Limay og til søen Nahuel Huapí), huilliche eller veliche (der tales i regionen omkring Nahuel Huapi, men også i Valdivia i Chile) og rankenche (i Chalileo, General Acha og Río Colorado).
De to mest talte varianter er dels det egentlige mapudungun, som er mapuchefolkets sprog, og huilliche, der tales syd for mapucheområdet, dvs. i kystbjergene ved Valdivia, i Osornoprovinsen og på Chiloéøen. Flere forskere anser disse to for at være forskellige sprog.